# الدوري الأرمني الممتاز 1998
الدوري الأرمني الممتاز 1998 (بالأرمنية: Հայաստանի Բարձրագույն խումբ 1998)‏ هو الموسم 7 من  الدوري الأرمني الممتاز. أقيم خلال الفترة 21 مارس 1998 وحتى 9 نوفمبر 1998، والذي يشرف على تنظيمه اتحاد أرمينيا لكرة القدم، وكان عدد الأندية المشاركة فيه  10، وفاز فيه Araks Ararat FC ‏.